# 平川怜
平川 怜（ひらかわ れい、2000年4月20日 - ）は、東京都調布市出身のプロサッカー選手。Jリーグ・東京ヴェルディ所属。ポジションはミッドフィールダー（MF）。

## 来歴

### プロ入り前
地元・調布の上ノ原SCからFC東京U-15むさしに入団し、U-18に昇格して1年生からレギュラーに定着した。レギュラーに定着すると高校1年生ながら日本クラブユースサッカー選手権 (U-18)大会とJユースカップの2冠に貢献し、トップチームに2種登録選手に登録されるとJ3リーグのU-23チームに出場した。2年生になると主軸としてクラブユースの2冠を達成し、U-18とU-23を並行しながらシーズンを戦った。

### FC東京
2017年11月1日、FC東京とプロ契約を結んだことが発表され、同月11日に行われたJ3第31節の藤枝MYFC戦でプロ入り初得点を決めた。11月18日、J1第32節のサガン鳥栖戦で途中出場からJ1リーグデビューを果たした。この17歳215日でのJ1デビューはクラブの日本人史上最年少デビューとなった。
2019年7月17日、鹿児島ユナイテッドFCに期限付き移籍で加入した。。シーズン終了後、FC東京に復帰をした。
2021年、松本山雅FCへ期限付き移籍。シーズン終了後、FC東京へ復帰。

### ロアッソ熊本
2022年8月、ロアッソ熊本へ完全移籍。
2023年よりロアッソ熊本のキャプテンに就任した。
2023年のJ2リーグベストイレブンに選出される。

### ジュビロ磐田
2024年、ジュビロ磐田へ完全移籍。

### 東京ヴェルディ
2024年12月26日、東京ヴェルディへ完全移籍。

### 日本代表
各世代別の代表に選出されて2017年9月にはFIFA U-17ワールドカップのメンバーに選出された。ワールドカップでは3試合に先発したが、決勝トーナメントの初戦でU-17イングランド代表にPK戦で敗れて敗退した。

## 所属クラブ
- 上ノ原SC
- FC東京U-15むさし
- FC東京U-18
  - 2016年 - 2017年11月  FC東京（2種登録選手）
- 2017年11月 - 2022年8月  FC東京
  - 2019年7月 - 同年12月  鹿児島ユナイテッドFC（育成型期限付き移籍）
  - 2021年  松本山雅FC（育成型期限付き移籍）
- 2022年8月 - 2023年  ロアッソ熊本
- 2024年  ジュビロ磐田
- 2025年 -  東京ヴェルディ

## 個人成績
| 国内大会個人成績 | 国内大会個人成績 | 国内大会個人成績 | 国内大会個人成績 | 国内大会個人成績 | 国内大会個人成績 | 国内大会個人成績 | 国内大会個人成績 | 国内大会個人成績 | 国内大会個人成績 | 国内大会個人成績 | 国内大会個人成績 |
| 年度             | クラブ           | 背番号           | リーグ           | リーグ戦         | リーグ戦         | リーグ杯         | リーグ杯         | オープン杯       | オープン杯       | 期間通算         | 期間通算         |
| 年度             | クラブ           | 背番号           | リーグ           | 出場             | 得点             | 出場             | 得点             | 出場             | 得点             | 出場             | 得点             |
| 日本             | 日本             | 日本             | 日本             | リーグ戦         | リーグ戦         | リーグ杯         | リーグ杯         | 天皇杯           | 天皇杯           | 期間通算         | 期間通算         |
| ---------------- | ---------------- | ---------------- | ---------------- | ---------------- | ---------------- | ---------------- | ---------------- | ---------------- | ---------------- | ---------------- | ---------------- |
| 2017             | FC東京           | 40               | J1               | 1                | 0                | 0                | 0                | 0                | 0                | 1                | 0                |
| 2018             | FC東京           | 40               | J1               | 1                | 0                | 0                | 0                | 1                | 0                | 2                | 0                |
| 2019             | FC東京           | 40               | J1               | 1                | 0                | 4                | 0                | 0                | 0                | 5                | 0                |
| 2019             | 鹿児島           | 4                | J2               | 7                | 0                | -                | -                | -                | -                | 7                | 0                |
| 2020             | FC東京           | 40               | J1               | 3                | 0                | 0                | 0                | -                | -                | 3                | 0                |
| 2021             | 松本             | 24               | J2               | 19               | 0                | -                | -                | 1                | 0                | 20               | 0                |
| 2022             | FC東京           | 40               | J1               | 0                | 0                | 4                | 0                | 0                | 0                | 4                | 0                |
| 2022             | 熊本             | 37               | J2               | 11               | 2                | -                | -                | -                | -                | 11               | 2                |
| 2023             | 熊本             | 17               | J2               | 41               | 7                | -                | -                | 5                | 2                | 46               | 9                |
| 2024             | 磐田             | 37               | J1               | 26               | 0                | 0                | 0                | 0                | 0                | 26               | 0                |
| 2025             | 東京V            | 16               | J1               |                  |                  |                  |                  |                  |                  |                  |                  |
| 通算             | 日本             | 日本             | J1               | 32               | 0                | 8                | 0                | 1                | 0                | 41               | 0                |
| 通算             | 日本             | 日本             | J2               | 78               | 9                | -                | -                | 6                | 2                | 84               | 11               |
| 総通算           | 総通算           | 総通算           | 総通算           | 110              | 9                | 8                | 0                | 7                | 2                | 125              | 11               |

| 2016   | F東23  | 14     | J3     | 2  | 0 | 2  | 0 |
| 2017   | F東23  | 40     | J3     | 17 | 1 | 17 | 1 |
| 2018   | F東23  | 40     | J3     | 21 | 2 | 21 | 2 |
| 2019   | F東23  | 40     | J3     | 13 | 0 | 13 | 0 |
| 通算   | 日本   | 日本   | J3     | 53 | 3 | 53 | 3 |
| 総通算 | 総通算 | 総通算 | 総通算 | 53 | 3 | 53 | 3 |

- 2016年は2種登録選手

| 国際大会個人成績 | 国際大会個人成績 | 国際大会個人成績 | 国際大会個人成績 | 国際大会個人成績 |
| 年度             | クラブ           | 背番号           | 出場             | 得点             |
| AFC              | AFC              | AFC              | ACL              | ACL              |
| ---------------- | ---------------- | ---------------- | ---------------- | ---------------- |
| 2020             | 東京             | 40               | 0                | 0                |
| 通算             | AFC              | AFC              | 0                | 0                |

その他の公式戦
- 2022年 
  - J1参入プレーオフ 3試合0得点

出場歴
- Jリーグ初出場 - 2016年10月30日 J3第27節 SC相模原戦（味の素フィールド西が丘）
- Jリーグ初得点 - 2017年11月11日 J3第31節 藤枝MYFC戦（江東区夢の島競技場）

## タイトル

### クラブ
FC東京U-18
- 日本クラブユースサッカー選手権 (U-18)大会（2016年、2017年）
- Jユースカップ（2016年）
- 日本クラブユースサッカー選手権(U-18)関東大会（2017年）

### 個人
- J2リーグ ベストイレブン（2023年）[17]

## 代表歴
- U-15日本代表
  - 日本・中央アジアU-15交流大会（2015年）
  - AFC U-16選手権・予選（2015年）
- U-16日本代表
  - U-16インターナショナルドリームカップ（2016年）
  - AFC U-16選手権（2016年）
  - COPA UC 2016（2016年）
- U-17日本代表
  - サニックス杯国際ユースサッカー大会（2016年）
  - 国際ユースサッカーin新潟（2017年）
  - 第24回バツラフ・イェジェク国際ユーストーナメント（2017年）
  - FIFA U-17ワールドカップ（2017年）
- U-18日本代表
  - 第24回リスボン国際トーナメントU-18（2018年）
- U-19日本代表
  - メキシコ遠征（2018年）
  - ブラジル遠征（2018年）
- U-20日本代表
  - 欧州遠征（2019年）